# Bataille de Franzensfeste
Rébellion du Tyrol
Batailles
- Axams
- Sterzing
- Innsbrück
- Kufstein
- Volano
- Lofer
- Waidring
- Wörgl
- Strass im Zillertal
- 1re Bergisel
- 2e Bergisel
- Franzensfeste
- Pontlatzer Brücke
- 3e Bergisel
- Unken
- Lueg
- Hallein
- Melleck
- 4e Bergisel
- Pustertal
- Meran
- Sankt Leonhard in Passeier

La bataille de Franzensfeste se déroule les 4 et 5 août 1809  lors de la rébellion du Tyrol. Elle s'achève par la victoire des rebelles tyroliens qui tendent une embuscade à une colonne bavaroise et saxonne près de Franzensfeste.

## Déroulement

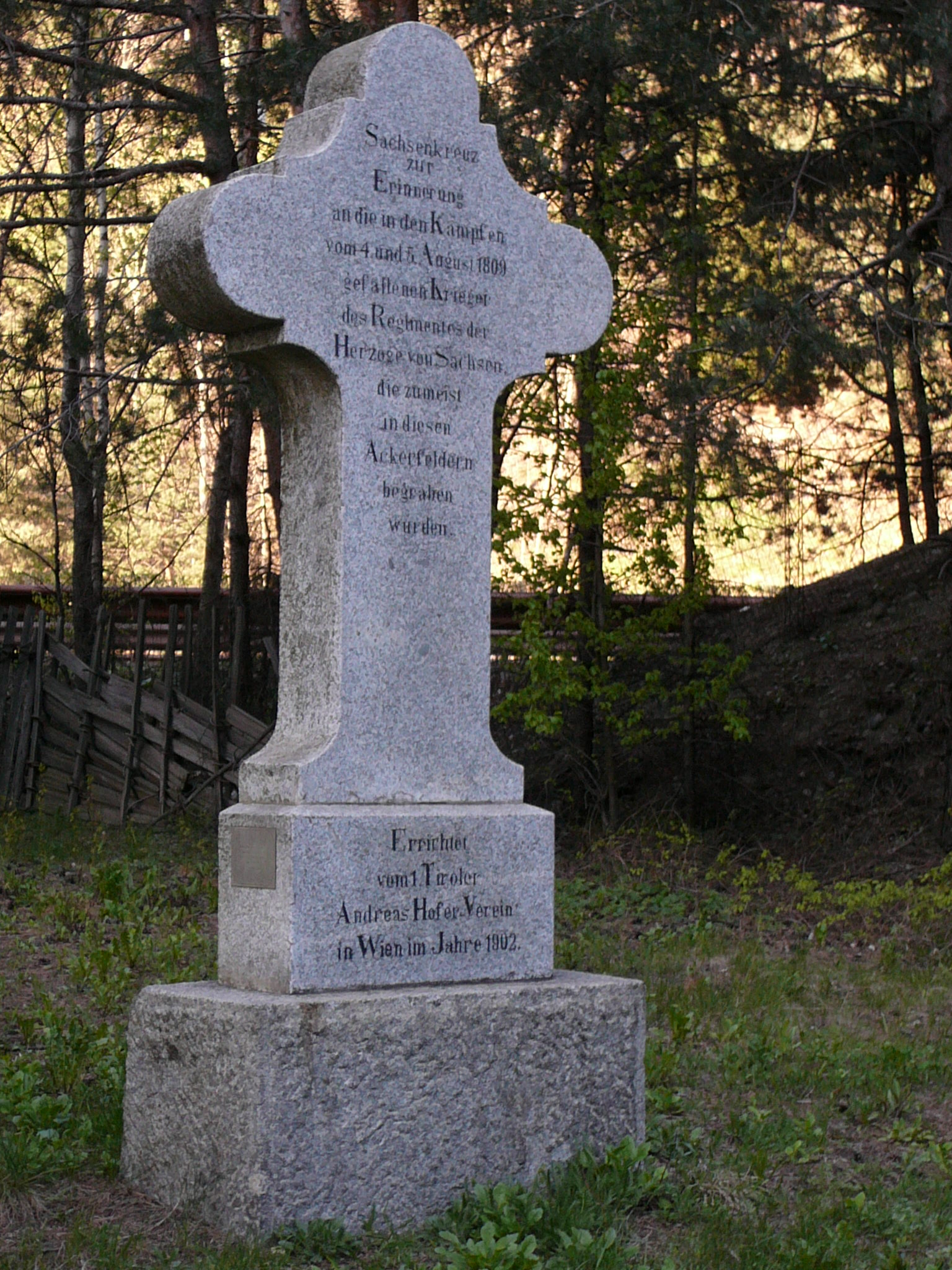
Vue de la croix des Saxons en 2008.

Le 1er août à Innsbruck, le maréchal Lefebvre envoie la division commandée par le général français Marie François Rouyer occuper Brixen. La division, forte de 3 600 soldats de la confédération du Rhin, Saxons et Bavarois, traverse le pays sans rencontrer de résistance mais, le 4 août, elle tombe dans une embuscade près de Franzensfeste. 
Pendant deux jours, elle est attaquée par environ 5 000 Tyroliens dirigés par Speckbacher et Haspinger. Les Saxons, pris au piège dans une gorge, sont écrasés par des troncs d'arbres et des rochers.

## Pertes
Le régiment d'infanterie saxonne est anéanti, avec 988 hommes mis hors de combat, tandis que les Bavarois perdent environ 100 hommes et deux canons. Les pertes tyroliennes sont beaucoup plus faibles. La vallée est depuis connue sous le nom Sachsenklemme (Le piège saxon).